# Thomas Moser
Pour les articles homonymes, voir Moser.
Thomas Moser (né le 27 mai 1945 à Richmond en Virginie) est un artiste lyrique (ténor), né américain et naturalisé autrichien en 1992.

## Biographie
Après avoir étudié le chant à l'Institut professionnel de Richmond (en) en Virginie puis à l'Institut de musique Curtis de Philadelphie et à la Music Academy of the West, il travaille avec Martial Singher, Lotte Lehmann et Gérard Souzay. 
En 1975 il quitte les États-Unis pour l'Autriche où il débute à Graz. Puis il chante à l'Opéra d'État bavarois de Munich et à l'Opéra d'État de Vienne.  Au début de sa carrière il interprète principalement les opéras de Mozart, puis il élargit son répertoire à Richard Strauss, Gluck, Berlioz, Richard Wagner... En 1979 il chante au New York City Opera, en 1983 au festival de Salzbourg, en 1985 à La Scala de Milan.
Thomas Moser est régulièrement choisi par les opéras de Munich, Francfort, Berlin, Stuttgart, Rome, Genève, Paris, Los Angeles.
Thomas Moser est aussi un récitaliste et un concertiste.

## Appréciations sur les interprétations de Thomas Moser
Dans Parsifal de Richard Wagner, « Thomas Moser est un ténor mozartien, ni un Parsifal, ni un Otello, ni un Samson, ni un Tristan tels que la tradition nous les a légués, disent les nostalgiques. Tant mieux ; son incarnation est exemplaire de compréhension musicale, de sensibilité, de présence physique, de tenue vocale ».
Dans La Damnation de Faust de Berlioz, « Thomas Moser affronte, avec prudence d'abord, puis de façon totalement libérée,le rôle périlleux de Faust. Il sait moduler sa voix entre douceur et véhémence et tous les aigus y sont ». « Thomas Moser, ténor vaillant (il tient tête au rôle de l'Empereur dans La Femme sans ombre de Strauss) et polyvalent (à peine une pointe d'accent dans Berlioz), est probablement le seul Faust qui puisse résister, actuellement, aux do dièse aigus du duo d'amour, sans manquer de virilité dans l'héroïque première partie ni de romantisme incandescent dans l'invocation à la nature qui précède sa course à l'abîme ».
Dans Euryanthe de Carl Maria von Weber, « Après des débuts catastrophiques, Thomas Moser retrouve ses moyens et donne au personnage d'Adolar sa pleine mesure. Il est le seul, avec Hanna Schaer dans le bref rôle de Bertha et avec Frode Olsen dans celui du roi, à donner une vraie épaisseur vocale, dramatique et stylistique à ce qu'il chante ».
Dans La Flûte enchantée de Mozart, « Thomas Moser et Cheryl Studer ont des voix vigoureuses, de grande ampleur, mais on les identifie rarement à Tamino et Pamina, ces deux héros fragiles malgré leur héroïsme, et l'on guette vainement des inflexions de charme et de grâce ».

## Rôles
- Salomé de Richard Strauss, rôle de Hérode ; Opéra Bastille, 7 novembre 2009 (metteur en scène : Lev Dodine, chorégraphe : Ûrij Vasilʹkov)
- Idomenée de Wolfgang Amadeus Mozart, rôle d'Arbace ; Opéra-Comique, 24 juin 1987, (metteur en scène : Frederik Mirdita) ; puis même rôle ; Opéra Garnier, 30 novembre 2006, (metteur en scène : Luc Bondy, chorégraphe : Arco Renz)
- La Damnation de Faust d'Hector Berlioz : Opéra Bastille, 9 février 2005, -(Metteur en scène : Luca Ronconi)
- Die Frau ohne Schatten de Richard Strauss, Théâtre du Châtelet, 7 mars 1994 (Metteur en scène : Andreas Homoki)
- La Clémence de Titus de Wolfgang Amadeus Mozart, Opéra-Comique, 29 juin 1987.

## Discographie
- Franz Schreker (1878-1934) Der ferne Klang  Thomas Moser, ténor (Fritz) ; Gabriele Schnaut, MS (Grete)...  dir.Gerd Albrecht, Capriccio  (distrib. Abeille musique), 2013
- Beethoven symphonies, ténor : Thomas Moser,   2013, music international ;  Harmonia mundi (distrib.),  Claudio Abbado, Berliner Philharmoniker.
- Hector Berlioz, Roméo et Juliette,  Vienne, 1996,  Philips Classics Productions, dir. Colin Davis
- Hector Berlioz,  La damnation de Faust, 1995, Erato disques, dir. Ken Nagano
- Bizet, Carmen, London : WEA Europe ; Le Blanc-Mesnil : distrib. Warner music France, 1996,  dir. Giuseppe Sinopoli.
- Wolfgang Amadeus Mozart, Don Giovanni, 1986, Ariola-Eurodisc, dir. Rafael Kubelik,
- Richard  Wagner, Tristan und Isolde, Phonogram international ; 1983, dir. Leonard Bernstein